# 绿花崖豆藤
绿花崖豆藤（学名：Millettia championi）为豆科崖豆藤属的植物，是中国的特有植物。分布在中国大陆的福建、广西、广东等地，生长于海拔800米的地区，一般生长在山谷岩石，目前尚未由人工引种栽培。